# یواس‌اس میانتونومو (بی‌ام-۵)
یواس‌اس میانتونومو (بی‌ام-۵) (به انگلیسی: USS Miantonomoh (BM-5)) یک کشتی بود که طول آن ۲۶۳ فوت ۱ اینچ (۸۰٫۱۹ متر) بود. این کشتی در سال ۱۸۷۶ ساخته شد.